# Acanthosaura armata
Espèce
Synonymes
- Agama armata Hardwicke & Gray, 1827

Acanthosaura armata est une espèce de sauriens de la famille des Agamidae.

## Répartition
Cette espèce se rencontre en Birmanie, en Thaïlande, en Malaisie péninsulaire y compris à Tioman et Penang, à Sumatra en Indonésie et à Hainan en Chine.

## Description

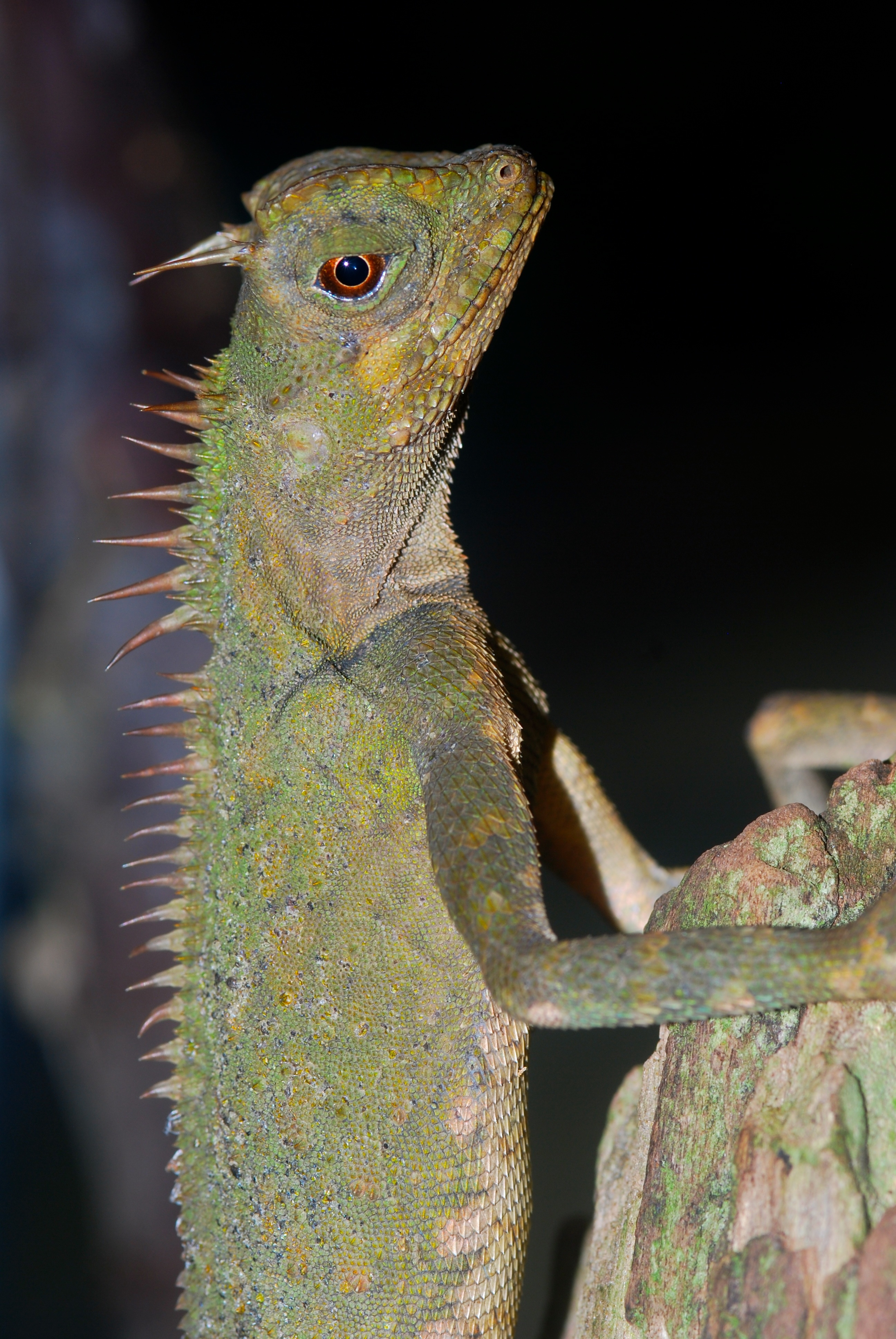
Acanthosaura armata

## Taxinomie
Il ne faut pas confondre cette espèce décrite en 1827 sous le nom Agama armata avec l'espèce actuellement connue sous le nom de Agama armata décrite par Peters en 1855.

## Publication originale
- Hardwicke & Gray, 1827 : A synopsis of the species of saurian reptiles, collected in India by Major-General Hardwicke. The Zoological Journal, London, vol. 3, p. 214-229 (texte intégral)